# Guy Ribes
Pour les articles homonymes, voir Ribes.
Guy Ribes est un peintre et faussaire en art français, né le 17 juillet 1948, à Riorges (Loire).

## Biographie

### Jeunesse
Né dans une maison close,, de parents proxénètes, Guy Ribes passe son enfance et sa jeunesse dans l'agglomération lyonnaise. Son père, Jean-Baptiste Ribes, est un colosse mesurant plus de deux mètres, sa mère, dite « Madame Jeanne », une Gitane originaire de Murcie, en Espagne. Quand ceux-ci, qui possèdent aussi un cinéma, sont absents, ce sont les prostituées qui s'occupent du jeune Guy. Mais avec l'application de la loi Marthe Richard, l'hôtel ferme et les parents sont arrêtés, jugés et emprisonnés. Guy se retrouve en internat, où un père jésuite lui fait découvrir et travailler la peinture à l'âge de huit ans.
À 11 ans il aide son père, sorti de prison, sur les marchés ; à 12 ans il travaille en usine, à 13 il dort dans la rue et en 1964, il est apprenti dans un prestigieux atelier de dessins de soierie à Lyon, mais continue de peindre et vend ses toiles et aquarelles sur les marchés. Il garde néanmoins un pied dans le milieu, faisant même le portrait de la mère de Mémé Guérini, sur commande de ce dernier.

### Carrière de faussaire
Après un passage dans la Marine nationale, il vit à Athènes, où il essaye de vivre de son art, peignant notamment deux décors pour le théâtre national grec, et fréquente la jet set locale. Il commence, en 1975, à copier des chefs-d’œuvre. France Soir estime que « le faussaire a inondé le marché de l'art de ses œuvres, pendant plus de 20 ans. On parle de 1 000 dessins et tableaux, produits entre le milieu des années 1980 et 2005, aux dépens de collectionneurs privés, de galeristes et même de musées ». Sa rencontre en 1996 avec un marchand de tableaux le fait devenir faussaire professionnel, ne copiant plus simplement des œuvres préexistantes mais s'emparant du style de peintres pour le reproduire dans des pastiches. Installé à Saint-Mandé dans un atelier, il réalise alors, souvent sur commande, des faux Chagall, Picasso, Dalí, Léger, Bonnard, Modigliani, Renoir, Laurencin, Braque, Vlaminck ou Matisse, ne faisant jamais de copie de tableau existant, préférant peindre dans le style de l'artiste copié. Certaines de ses œuvres sont authentifiées par des experts sincères, ou publiées dans La Gazette de l'Hôtel Drouot. La propre fille de Marc Chagall s'y laisse aussi prendre, croyant d'un faux être une toile de son père. Il déclare avoir peint un millier de faux,.
Guy Ribes ne vend pas directement ses toiles, un réseau prenant en charge cette tâche. Une des méthodes les plus courantes est la suivante : un membre du réseau se fait passer, auprès d'un acheteur potentiel, pour un héritier d'un grand maître, ne voulant pas payer des droits de succession — voulant vendre « au noir » un tableau — ou se disant désargenté et donc mis dans l'obligation de vendre une œuvre héritée. C'est seulement à partir du moment où Guy Ribes a vendu directement ses toiles qu'il a été arrêté par la police.

### Arrestation, procès et condamnation
Dénoncé, il est arrêté par la police à Saint-Mandé le 5 janvier 2005 et jugé à Créteil pour « contrefaçon en bande organisée » en juillet 2010 dans un procès où l'on montrera plus de 350 de ses faux,. Il est condamné à trois ans de prison, dont deux avec sursis,. Onze autres personnes, complices du trafic, sont condamnées à diverses peines.
Au cours du procès, Guy Ribes déclare : « J’ai tout appris en imitant les plus grands. Je les aimais, je voulais me comparer à eux, par orgueil puis par jeu. J’ai bien essayé d’adapter mon œuvre à celle de Picasso, mais c’était impossible. Les gens préféraient mes toiles inspirées des grands maîtres. C’était plus facile de réaliser des imitations que de peindre pour des gens qui se détournaient de mes œuvres. » Il ajoute, à propos du trafic : « Je n’étais pas systématiquement payé ». Et sur son arrestation : « J’étais content que les policiers débarquent. Chez moi, c’était devenu la porte ouverte à tout un tas de gens qui voulaient grappiller des choses. »
Gilles Perrault, l'expert venu témoigner, avoue quant à lui : « Je suis déjà intervenu dans beaucoup de dossiers de ce genre, mais je n’ai encore jamais vu un faussaire avec une telle palette d’artistes. Si Picasso était encore vivant, il l’embaucherait. »
D'après l'avocat de Guy Ribes, le tribunal a fait valoir à son client « la grande qualité de ses œuvres », reconnaissant sa « qualité d'artiste » et ne le limitant pas « à un simple faussaire ».
Après avoir été démasqué, Guy Ribes met un terme à la fabrication de faux et peint des œuvres sous son nom.

### Doublure pour le filmRenoir

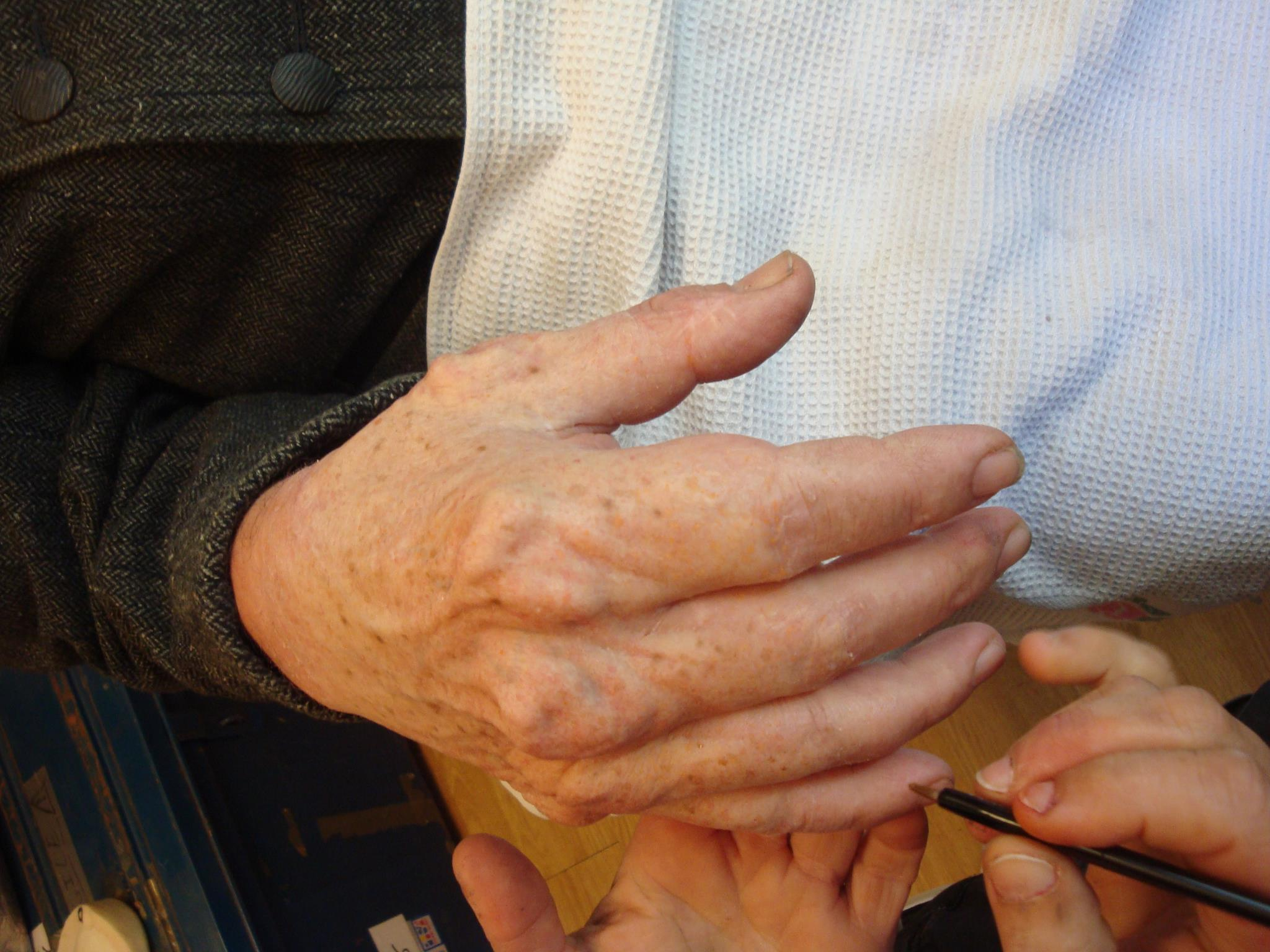
Maquillage des mains de Guy Ribes pour le film Renoir.

Il réalise en 2012 des toiles pour les besoins du film de Gilles Bourdos Renoir. Il y double aussi les mains de Michel Bouquet, qui joue le rôle-titre, et le conseille techniquement lorsque celui-ci est censé peindre,,.

### Filmographie
- Un vrai faussaire, documentaire de Jean-Luc Léon (2015)[15].